# Legok (Telanaipura)
Legok is een bestuurslaag in het regentschap Jambi van de provincie Jambi, Indonesië. Legok telt 12.039 inwoners (volkstelling 2010).